# Kasachischer Fußballpokal 2023
Der Kasachische Fußballpokal 2023 war die 31. Austragung des Pokalwettbewerbs im Fußball in Kasachstan. Pokalsieger wurde  Tobyl Qostanai. Das Team setzte sich im Finale gegen Titelverteidiger Ordabassy Schymkent durch.

## Modus
Die 16 Mannschaften der ersten und zweiten Liga wurden in vier Gruppen eingeteilt. Nach jeweils drei Gruppenspielen qualifizierte sich der Erste für die Play-offs. Die beiden Sieger spielten danach mit den 14 Vereinen der Premjer-Liga in drei K.-o.-Runden in Hin- und Rückspiel die beiden Finalisten aus.

## Teilnehmende Mannschaften
| Premjer-Liga alle Vereine der Saison 2023 | Erste Liga 11 Vereine der Saison 2023 | Zweite Liga 5 Vereine der Saison 2023                                            |
| Ordabassy Schymkent (TV) FK Aqsu FK Aqtöbe FK Astana FK Atyrau Kaspij Aqtau FK Machtaaral Oqschetpes Kökschetau Qaisar Qysylorda FK Qairat Almaty FK Qysyl-Schar SK Schachtjor Qaraghandy Schetissu Taldyqorghan Tobyl Qostanai | Akademija Ontustik Aqschajyq Oral Arys FK Jassi Türkistan Jelimai Semei FK Khan-Tengri FK Qyran Türkistan Schas Kyran Schenis Astana FK Taras FK Turan | FK Altai Semei FK AKAS Almaty SD Family Astana FK Schetissai Ulytau Schesqasghan |

## Gruppenphase

### Gruppe A
| Datum      |                | Ergebnis |                |
| ---------- | -------------- | -------- | -------------- |
| 16.03.2023 | Aqschajyq Oral | 5:0      | FK AKAS Almaty |
| 16.03.2023 | FK Altai Semei | 0:2      | Schas Kyran    |
| 20.03.2023 | FK AKAS Almaty | 0:3      | FK Altai Semei |
| 20.03.2023 | Aqschajyq Oral | 5:2      | Schas Kyran    |
| 24.03.2023 | Schas Kyran    | 3:0      | FK AKAS Almaty |
| 24.03.2023 | FK Altai Semei | 1:5      | Aqschajyq Oral |

| Pl. | Verein         | Sp. | S | U | N | Tore    | Diff. | Punkte |
| --- | -------------- | --- | - | - | - | ------- | ----- | ------ |
| 1.  | Aqschajyq Oral | 3   | 3 | 0 | 0 | 015:300 | +12   | 09     |
| 2.  | Schas Kyran    | 3   | 2 | 0 | 1 | 007:500 | +2    | 06     |
| 3.  | FK Altai Semei | 3   | 1 | 0 | 2 | 004:700 | −3    | 03     |
| 4.  | FK AKAS Almaty | 3   | 0 | 0 | 3 | 000:110 | −11   | 0      |

### Gruppe B
| Datum      |                | Ergebnis |                |
| ---------- | -------------- | -------- | -------------- |
| 16.03.2023 | FK Taras       | 0:1      | Arys FK        |
| 16.03.2023 | Jelimai Semei  | 0:1      | Schenis Astana |
| 20.03.2023 | FK Taras       | 2:2      | Schenis Astana |
| 20.03.2023 | Arys FK        | 0:3      | Jelimai Semei  |
| 24.03.2023 | Schenis Astana | 3:3      | Arys FK        |
| 24.03.2023 | Jelimai Semei  | 2:0      | FK Taras       |

| Pl. | Verein         | Sp. | S | U | N | Tore    | Diff. | Punkte |
| --- | -------------- | --- | - | - | - | ------- | ----- | ------ |
| 1.  | Jelimai Semei  | 3   | 2 | 0 | 1 | 005:100 | +4    | 06     |
| 2.  | Schenis Astana | 3   | 1 | 2 | 0 | 006:500 | +1    | 05     |
| 3.  | Arys FK        | 3   | 1 | 1 | 1 | 004:600 | −2    | 04     |
| 4.  | FK Taras       | 3   | 0 | 1 | 2 | 002:500 | −3    | 01     |

### Gruppe C
| Datum      |                     | Ergebnis |                     |
| ---------- | ------------------- | -------- | ------------------- |
| 18.03.2023 | Schas Kyran         | 0:1      | Ulytau Schesqasghan |
| 18.03.2023 | Akademija Ontustik  | 2:3      | SD Family Astana    |
| 22.03.2023 | Schas Kyran         | 1:0      | SD Family Astana    |
| 22.03.2023 | Ulytau Schesqasghan | 2:4      | Akademija Ontustik  |
| 26.03.2023 | SD Family Astana    | 2:2      | Ulytau Schesqasghan |
| 26.03.2023 | Akademija Ontustik  | 5:3      | Schas Kyran         |

| Pl. | Verein              | Sp. | S | U | N | Tore    | Diff. | Punkte |
| --- | ------------------- | --- | - | - | - | ------- | ----- | ------ |
| 1.  | Akademija Ontustik  | 3   | 2 | 0 | 1 | 011:800 | +3    | 06     |
| 2.  | SD Family Astana    | 3   | 1 | 1 | 1 | 005:500 | ±0    | 04     |
| 3.  | Ulytau Schesqasghan | 3   | 1 | 1 | 1 | 005:600 | −1    | 04     |
| 4.  | Schas Kyran         | 3   | 1 | 0 | 2 | 004:600 | −2    | 03     |

### Gruppe D
| Datum      |                 | Ergebnis |                 |
| ---------- | --------------- | -------- | --------------- |
| 19.03.2023 | FK Turan        | 4:0      | Jassi Türkistan |
| 19.03.2023 | FK Khan-Tengri  | 5:0      | FK Schetissai   |
| 23.03.2023 | Jassi Türkistan | 1:3      | FK Khan-Tengri  |
| 23.03.2023 | FK Turan        | 4:0      | FK Schetissai   |
| 27.03.2023 | FK Schetissai   | 0:1      | Jassi Türkistan |
| 27.03.2023 | FK Khan-Tengri  | 3:4      | FK Turan        |

| Pl. | Verein          | Sp. | S | U | N | Tore    | Diff. | Punkte |
| --- | --------------- | --- | - | - | - | ------- | ----- | ------ |
| 1.  | FK Turan        | 3   | 3 | 0 | 0 | 012:300 | +9    | 09     |
| 2.  | FK Khan-Tengri  | 3   | 2 | 0 | 1 | 011:500 | +6    | 06     |
| 3.  | Jassi Türkistan | 3   | 1 | 0 | 2 | 002:700 | −5    | 03     |
| 4.  | FK Schetissai   | 3   | 0 | 0 | 3 | 000:100 | −10   | 0      |

### Play-offs
| Datum      |                | Ergebnis  |                    |
| ---------- | -------------- | --------- | ------------------ |
| 30.03.2023 | Aqschajyq Oral | 7:1       | Akademija Ontustik |
| 31.03.2023 | FK Turan       | 2:1 n. V. | Jelimai Semei      |

## K.-o.-Phase

### Achtelfinale
Teilnehmer: Die zwei Play-off Sieger und die 14 Erstligisten.
| Datum             |                       | Gesamt          |                        | Hinspiel | Rückspiel |
| ----------------- | --------------------- | --------------- | ---------------------- | -------- | --------- |
| 19.04./29.04.2023 | FK Qysyl-Schar SK     | 3:0             | Schetissu Taldyqorghan | 3:0      | 0:0       |
| 19.04./29.04.2023 | Schachtjor Qaraghandy | 6:0             | Oqschetpes Kökschetau  | 1:0      | 5:0       |
| 19.04./29.04.2023 | FK Aqtöbe             | 2:2 (8:9 i. E.) | FK Atyrau              | 2:2      | 0:0 n. V. |
| 19.04./29.04.2023 | Ordabassy Schymkent   | 5:3             | FK Machtaaral          | 1:2      | 4:1       |
| 19.04./30.04.2023 | Kaspij Aqtau          | 2:1             | FK Turan               | 0:1      | 1:2 n. V. |
| 19.04./30.04.2023 | FK Qairat Almaty      | 2:1             | Aqschajyq Oral         | 2:1      | 0:0       |
| 19.04./30.04.2023 | Tobyl Qostanai        | 3:2             | FK Aqsu                | 2:0      | 1:2       |
| 19.04./30.04.2023 | FK Astana             | 2:1             | Qaisar Qysylorda       | 5:1      | 2:0       |

### Viertelfinale
| Datum             |                     | Gesamt |                       | Hinspiel | Rückspiel |
| ----------------- | ------------------- | ------ | --------------------- | -------- | --------- |
| 17.05./07.06.2023 | FK Qairat Almaty    | 2:3    | FK Atyrau             | 1:1      | 1:2       |
| 17.05./07.06.2023 | Tobyl Qostanai      | 2:1    | Schachtjor Qaraghandy | 2:0      | 0:1       |
| 17.05./07.06.2023 | FK Astana           | 3:1    | FK Turan              | 2:0      | 1:1       |
| 17.05./07.06.2023 | Ordabassy Schymkent | 2:1    | FK Qysyl-Schar SK     | 2:0      | 0:1       |

### Halbfinale
| Datum             |                | Gesamt |                     | Hinspiel | Rückspiel |
| ----------------- | -------------- | ------ | ------------------- | -------- | --------- |
| 28.06./06.07.2023 | FK Astana      | 1:2    | Ordabassy Schymkent | 1:0      | 0:2       |
| 28.06./08.07.2023 | Tobyl Qostanai | 2:0    | FK Atyrau           | 1:0      | 1:0       |

### Finale
| Paarung             | Ordabassy Schymkent – Tobyl Qostanai |
| Ergebnis            | 0:1 (0:0) |
| Datum               | 4. November 2023 |
| Stadion             | Astana Arena, Astana |
| Zuschauer           | 11.024 |
| Schiedsrichter      | Rustam Omarow |
| Tore                | 0:1 Islam Tschesnokow (67.) |
| Ordabassy Schymkent | Bekhan Schaisada – Mamadou Mbodj, Termilan Jerlanow, Sergei Maly – Auro Alvaro Junior (83. Maxim Fedin), Jewhenij Makarenko, Bernado Matić, Ghafurschan Süjimbajew – Schochbos Umarow (71. Jerkebulan Tungghyschbajew), Bobur Abduxoliqov – Artem Bjessjedin (79. Aybar Zhaksylykov). Cheftrainer: Aleksandr Sednew                    |
| Tobyl Qostanai      | Iwan Konowalow – Bagdat Kairow, Albert Gabarajew, Bojan Mlađović, Roman Asrankulow (77. Roman Asrankulow) – Jovan Ilić, Jewhen Schachow – Igor Ivanović (77. Pawel Sabelin), Serikschan Muschyqow (90.+4' Pawel Kirejenko), Miljan Vukadinović (46. Momčilo Mrkajić) – Serges Déblé (61. Islam Tschesnokow). Cheftrainer: Milić Ćurčić |
| Gelbe Karten        | Fedin, Süjimbajew – Tschesnokow, Muschyqow |